# Умирай трудно (филмова поредица)
„Умирай трудно“ (на английски: Die Hard) е американска екшън филмова поредица с участието на Брус Уилис в ролята на Джон Макклейн – полицай от Ню Йорк, който постоянно попада в кризисни ситуации и е единствената надежда за тяхното прекратяване.

## Филми
| Филм                         | Премиера            | Бюджет       | Приходи      |
| ---------------------------- | ------------------- | ------------ | ------------ |
| Умирай трудно                | 15 юли 1988 г.      | $28 милиона  | $140 767 956 |
| Умирай трудно 2              | 4 юли 1990 г.       | $70 милиона  | $240 031 094 |
| Умирай трудно 3              | 19 май 1995 г.      | $90 милиона  | $366 101 666 |
| Умирай трудно 4              | 27 юни 2007 г.      | $110 милиона | $383 531 464 |
| Умирай трудно: Денят настъпи | 14 февруари 2013 г. | $92 милиона  | $304 654 182 |